# Nyheim Hines
Nyheim Hines (* 12. November 1996 in Garner, North Carolina) ist ein US-amerikanischer American-Football-Spieler auf der Position des Runningbacks. Zurzeit spielt er für die Cleveland Browns in der National Football League (NFL). Zuvor stand Hines von 2018 bis 2022 bei den Indianapolis Colts sowie anschließend bei den Buffalo Bills unter Vertrag.

## Frühe Jahre
Hines ging in seiner Geburtsstadt Garner, North Carolina, auf die Highschool. Später besuchte er die North Carolina State University, für die er auch für das Collegefootballteam aktiv war.

## NFL
Hines wurde im NFL-Draft 2018 in der vierten Runde an 104. Stelle ausgewählt. Direkt am ersten Spieltag im Spiel gegen die Cincinnati Bengals gab er sein NFL-Debüt. Ein Spiel später, gegen die Washington Redskins, erlief er seinen ersten Touchdown in der NFL. Insgesamt erzielte er in seiner Rookie-Saison vier Touchdowns. In der darauffolgenden Saison erzielte er am 16. Spieltag zwei Punt-Return-Touchdowns.
Am 11. September 2021 unterschrieb er eine Vertragsverlängerung über drei Jahre, welche 18,6 Millionen US-Dollar wert ist.
Am 1. November 2022 gaben die Colts Hines im Austausch gegen Runningback Zack Moss und einen Sechstrundenpick an die Buffalo Bills ab. Beim Spiel gegen die New England Patriots am 8. Januar 2023 gelangen Hines zwei Kickoff-Return-Touchdowns in einer Partie. Dies war zuvor zuletzt Leon Washington in der Saison 2010 gelungen.
Im Juli 2023 verletzte Hines sich bei einem Jetski-Unfall. Dabei zog er sich unter anderem einen Kreuzbandriss im linken Knie zu, womit er für die Saison 2023 ausfiel. Am 6. März 2024 wurde Hines von den Bills entlassen.
Am 13. März 2024 nahmen die Cleveland Browns Hines unter Vertrag.

## Persönliches
Nyheim Hines hat eine Zwillingsschwester, Nyah.